# Рижская (станция метро, Калужско-Рижская линия)
«Ри́жская» — станция Московского метрополитена на Калужско-Рижской линии. Расположена в Мещанском районе (ЦАО); названа по Рижскому вокзалу. Открыта 1 мая 1958 года в составе участка «Проспект Мира» — «ВДНХ». Пилонная трёхсводчатая станция глубокого заложения с одной островной платформой. Связана пересадкой с одноимённой станцией на Большой кольцевой линии.

## История

### Проектирование и строительство
Первоначально станция должна была быть построена по иному архитектурному проекту, в частности, на светильниках предусматривалась алюминиевая ковка, стилизованная под латвийские национальные мотивы, над межпилонными проходами размещались барельефы, повествующие о счастливой жизни в Советской Латвии, карниз над пилонами украшался национальной мозаикой со звездой и серпом и молотом, также планировалось более богатое оформление вентиляционных решёток на пилонах, наконец, в торце станции предполагалось расположить большое мозаичное панно с видом Риги. Но все эти планы после постановления 1955 года «Об излишествах в архитектуре» остались в прошлом .

#### Янтарь и плитка
Согласно воспоминаниям дочери работавшего в 1950-х годах в Риге подполковника КГБ А. М. Блюдзе, для оформления станции «Рижская» одному мастеру-гончару из Латвии были заказаны изразцы, имитирующие жёлтый и коричневый янтарь. Мастер выполнил задание в срок, однако часть изразцов в дороге разбилась. Когда приступили к отделке, пришлось заказать ещё дополнительные изразцы. Однако пожилой мастер оскорбился и отказался делать изразцы, мотивируя отказ тем, что он возмущён таким небрежным отношением к его работе, а главное, не может теперь гарантировать такой же цвет. Уговорить мастера не удавалось, назревал скандал. Тогда к мастеру «внедрили» ученика — Александра Михайловича Блюдзе. Он оказался хорошим «подмастерьем», но тайны янтарного кафеля мастер ему не раскрыл. Сроки уже поджимали, станцию скоро надо было открывать. Тогда Блюдзе решил во всём признаться. Это было рискованно, но добрые отношения победили. Рижский гончар простил своего подмастерья и сделал недостающие плитки. Хотя цвет их несколько отличался от первоначального.

#### Бригада реставраторов
В отделке станции принимала участие бригада известных реставраторов из Риги, которые работали качественно, но очень не торопясь. В результате возник риск, что станция не будет сдана в срок. Для исправления ситуации на станцию дополнительно перевели бригаду молодых, но опытных отделочников, которая работала и быстро, и качественно. Эта история была отражена в выпуске газеты «Метростроевец», а вечером сотрудник газеты, пока латвийские реставраторы были на обеде, по своей инициативе развесил на их рабочих местах листовки, призывая брать пример с бригады молодых отделочников. Листовки вызвали скандал. Реставраторы пожаловались авторам проекта станции, а также в постоянное представительство Латвийской ССР в Москве. Они пригрозили, что если оскорбительные листовки немедленно не снимут, то они бросят работу и вернутся в Ригу. История дошла до начальника Московского Метростроя В. Д. Полежаева. Журналиста, развесившего листовки, ночью разбудили и отвезли на станцию их снимать. В результате конфликт был исчерпан, латвийские реставраторы никуда не уехали, однако темп работы всё-таки повысили. Станция была сдана в срок, а журналист получил устную благодарность от В. Д. Полежаева.

### Эксплуатация
Станция открыта 1 мая 1958 года в составе участка «Проспект Мира» — «ВДНХ», после ввода в эксплуатацию которого в Московском метрополитене стало 47 станций.
В марте 2002 года пассажиропоток по входу составлял 50 600 человек в сутки.

### Ремонтные работы
С 22 августа 2020 по 7 мая 2022 года станция была закрыта на реконструкцию с заменой эскалаторов. В результате, вместо трёх, появились четыре эскалатора, а также был отремонтирован вестибюль. Во время закрытия станции поезда проезжали её без остановки.

#### Теракт
Около 20 часов 31 августа 2004 года террористка-смертница пыталась пройти на станцию метро «Рижская»; однако, увидев милиционеров, дежуривших у входа, она развернулась и привела в действие взрывное устройство. В результате взрыва погибли 10 человек, включая саму террористку, а также лидера так называемого Карачаевского джамаата Николая Кипкеева, который принимал участие в подготовке и осуществлении теракта. Среди более 50 пострадавших, помимо москвичей, были жители Узбекистана, Молдавии и Дагестана, а также гражданин Республики Куба. Мощность взрыва составила примерно 2 кг в тротиловом эквиваленте.

## Происхождение названия
Название дано по Рижскому вокзалу, близ которого станция расположена. Рижский вокзал (до 1930 — Виндавский, до середины 1930−х — Балтийский, до 1946 — Ржевский), в свою очередь, назван в честь столицы Латвии города Рига.

## Расположение, вестибюли и пересадки
Расположена на Калужско-Рижской линии, между станциями «Алексеевская» и «Проспект Мира».
Имеется один выход в город, ведущий на проспект Мира в районе Рижской площади, и оформленный в виде ротонды (архитекторы — С. М. Кравец, Ю. А. Колесникова, Г. Е. Голубев). Наземный вестибюль соединён со станционным залом эскалатором (4 нитки). У станции метро Рижская расположены Рижский вокзал, платформы Рижская МЦД-2 и Рижская Ленинградского направления ОЖД. Неподалёку от метро расположен знаменитый в конце 1980-х годов Рижский рынок.
На улице около вестибюля установлен монумент «Создателям первого спутника Земли»: рабочий, поднявший в руке первый искусственный спутник Земли (скульптор С. Я. Ковнер, архитектор В. Н. Карцев).
1 марта 2023 года открыта пересадка на одноимённую станцию Большой кольцевой линии. Строительство перехода между станциями началось в июле 2017 года, в мае 2021 года начались работы по врезке лестничных пролётов и раскрытию межпилонного прохода в северном торце, ранее глухом (при этом имелся задел под нишу прохода).
Планируется строительство пересадки на станцию глубокого железнодорожного ввода, который соединит Ярославское и Павелецкое направления Московской железной дороги, образовав таким образом линию МЦД-5.

## Архитектура и оформление
Сооружена по проекту латвийских архитекторов А. Рейнфельда, В. Апситиса и инженера Л. В. Скачкова. Глубина заложения — 46 метров, диаметр центрального зала — 9,5 метра, боковых 8,5 метра.
Архитектурный стиль станции — переходный от сталинского ампира к хрущёвскому рационализму. Путевые стены впервые в оформлении московского метрополитена были облицованы керамической плиткой яично-жёлтого цвета, нижняя часть — керамической плиткой чёрного цвета. Пол выложен серым гранитом. Вентиляционные решётки, торцы станционных лавочек, карнизы и боковые части пилонов и плитки на стенах платформ украшает латышский орнамент.
Пилоны облицованы балтийской керамикой лимонно-жёлтого и бордово-коричневого цветов, имитирующей жёлтый и коричневый янтарь. На коричневых поверхностях пилонов со стороны центрального зала нанесены очень тонкие, почти незаметные рельефы, выполненные по сырой керамике. На них изображены промышленные и архитектурные объекты Риги, а также виды городов и мест Латвии. Все рисунки подписаны. На некоторых пилонах сделано по два рисунка. Некоторые рисунки на разных пилонах повторяются. На первом пилоне западной стороны отпечатаны силуэты Латвийского университета и высотного здания Латвийской академии наук.
| - Керамические мозаики - Порт - Дом Совета Министров. Дом ЦК КПЛ - Старая Рига (Пороховая башня и Шведские ворота) - Музей искусств. Академия художеств - Кемери. Взморье - Центральный колхозный рынок - Университет. Академия наук - Академический театр оперы и балета. Филармония |

В межпилонном пространстве пилоны облицованы керамической плиткой лимонного цвета, в нижней части — тёмно-зелёным мрамором.
Залы освещают прямоугольные светильники, укреплённые на потолке.
В оформлении станции принимали участие 30 мастеров из Латвийской ССР, также республика изготовила и поставила для него отделочные материалы.
В глухом торце центрального зала в начале 2000-х годов установлен плакат «Города мира в Московском метро», на котором собраны фотографии городов мира и станций, названных в их честь. Представлены станции «Римская», «Варшавская», «Киевская» (на фото дан зал Арбатско-Покровской линии), «Пражская», «Братиславская» и «Рижская», и, соответственно, города Рим, Варшава, Киев, Прага, Братислава и Рига. В ходе реконструкции 2020—2022 годов плакат был демонтирован в связи с началом работ по раскрытию девятого межпилонного прохода и монтажу лестниц перехода на БКЛ.

## Галерея
| - Зал станции - Переход на Большую кольцевую линию - Плакат «Города мира в Московском метро», провисевший вплоть до закрытия станции на ремонт - Посадочная платформа - Название на путевой стене - Узор на скамейке - Выход в город до реконструкции - Наземный вестибюль снаружи... - ...и внутри |

## Станция в цифрах
- Таблица времени прохождения первого поезда через станцию[16]:

| По чётным числам                  | Будние дни | Выходные дни |
| По нечётным числам                | Будние дни | Выходные дни |
| В сторону станции «Проспект Мира» | 05:40:00   | 05:42:00     |
| В сторону станции «Проспект Мира» | 05:41:00   | 05:43:00     |
| В сторону станции «Алексеевская»  | 05:52:00   | 05:52:00     |
| В сторону станции «Алексеевская»  | 05:51:00   | 05:51:00     |

## Наземный общественный транспорт
На этой станции можно пересесть на следующие маршруты городского пассажирского транспорта:
- Автобусы: м2, м9, 33, 265, 418, с510, 519, 539, с585, 604, 714, 778, 903, т42, н9